# A csendőr nyugdíjban
A csendőr nyugdíjban (eredeti cím: Le Gendarme en balade) 1970-ben bemutatott francia–olasz film, amely a népszerű Csendőr-filmek negyedik része. Az élőszereplős játékfilm rendezője Jean Girault, producerei Gérard Beytout és René Pignières. A forgatókönyvet Richard Balducci és Jacques Vilfrid írták. A zenéjét Raymond Lefevre szerezte. A főszerepben Louis de Funès látható. A mozifilm az S.N.C. (Société Nouvelle de Cinématographie) gyártásában készült. Műfaja bűnügyi filmvígjáték.
Franciaországban 1970. október 28-án mutatták be a mozikban. Magyarországon viszonylag kevés késéssel bemutatták, a mozikban feliratos változatban vetítették. Az első magyar szinkront 1991. augusztus 4-én az MTV2-n, a második magyar szinkront 2004. március 6-án a Zone Europa-n vetítették le a televízióban. A Magyar Televízió által készített változattal adták ki DVD-n.

## Cselekmény
Josépha, a friss nyugdíjas Lütyő őrmester felesége igyekszik kellemessé és elviselhetővé tenni férje számára a kényszerű pihenést, túlzott lelkesedése azonban még inkább elkeseríti a csendőrségre mindenáron visszavágyó Lütyőt. Ám hamarosan látogatóba érkeznek régi csendőrbajtársai élükön Gabaj főtörzzsel, s ripsz-ropsz elhatározzák, hogy felkeresik hajdani, "amnéziában" szenvedő társukat. Kalandos útjuk során újra csendőr uniformist öltenek, s megmutatják Saint-Tropez-nak és "újonc" kollégáiknak, hogy kell egy óriási kalamajkából ép bőrrel, no meg egyenruhával kimászni.

## Szereplők
| Szereplő                            | Színész          | Magyar hang                     | Magyar hang                            |
| Szereplő                            | Színész          | 1. magyar szinkron (MTV2, 1991) | 2. magyar szinkron (Zone Europa, 2003) |
| ----------------------------------- | ---------------- | ------------------------------- | -------------------------------------- |
| Ludovic Cruchot (Lütyő őrmester)    | Louis de Funès   | Balázs Péter                    | Szőke-Kavinszky András                 |
| Josépha (Ludovika), Lütyő felesége  | Claude Gensac    | Bencze Ilona                    | Fábián Enikő                           |
| Jérôme Gerber (Gabaj főtörzs)       | Michel Galabru   | Kránitz Lajos                   | Dobos Imre                             |
| Tricard (Beléndek közlegény)        | Guy Grosso       | Koroknay Géza                   | ?                                      |
| Lucien Fougasse (Fityesz közlegény) | Jean Lefebvre    | Somogyvári Pál                  | ?                                      |
| Albert Merlot (Pacuha közlegény)    | Christian Marin  | Verebély Iván                   | ?                                      |
| Berlicot (Agykár közlegény)         | Michel Modo      | Botár Endre                     | ?                                      |
| Angyalka nővér                      | France Rumilly   | Spilák Klára                    | ?                                      |
| Marie-Bénédicte, nővér              | Sara Franchetti  | Hegyi Barbara                   | ?                                      |
| Ezredes                             | Yves Vincent     | Szokolay Ottó                   | ?                                      |
| Cecília Gerber (Gabaj)              | Nicole Vervil    | Sáfár Anikó                     | ?                                      |
| Berthier, az ezredes segédje        | René Berthier    | ?                               | ?                                      |
| Plébános                            | Dominique Davray | Pathó István                    | ?                                      |
| Miniszter                           | Robert Le Béal   | Beregi Péter                    | ?                                      |
| Első autós a balesetben             | Yves Barsacq     | Beregi Péter                    | ?                                      |
| Lovász                              | N/A              | Dobránszky Zoltán               | ?                                      |
| James, az inas                      | N/A              | Balázsi Gyula                   | ?                                      |
| Szobalány                           | N/A              | Csere Ágnes                     | ?                                      |
| Pintyfészek Klub ápolója            | N/A              | Dózsa László                    | ?                                      |
| Miniszter barátnője                 | N/A              | Kökényessy Ági                  | ?                                      |
| Fiatal csendőr                      | N/A              | Jakab Csaba                     | ?                                      |
| Barbara, a hippi lány               | N/A              | Csellár Réka                    | ?                                      |
| Hippi lány                          | N/A              | Kocsis Mariann                  | ?                                      |
| Őrjárat parancsnoka                 | N/A              | Varga Tamás                     | ?                                      |
| Idős apáca                          | N/A              | Czigány Judit                   | ?                                      |

További magyar hangok (2. magyar szinkronban): Dimény Levente, Hajdu Géza, Kovács Levente,  Lélek Sándor Tibor, Molnár Júlia, Szabó Barna, Török Sándor, Tóth Tünde

## Televíziós megjelenések
- 1. magyar szinkron: TV-2, Duna TV, TV3, RTL Klub, Film+, Cool, Prizma TV / RTL+, Film+ 2
- 2. magyar szinkron: Zone Europa